# Abdeslam Al Mesbahi
Abdeslam Al Mesbahi est un homme politique marocain, né en janvier 1954 à Taza. Il fut secrétaire d'État auprès du ministre de l'Habitat, de l'urbanisme et de l'aménagement de l'espace, chargé du développement territorial.

## Parcours
- Il est professeur chercheur à la faculté des sciences juridiques, économiques et sociales de Marrakech depuis 1979 et de Fès depuis 1981.

- Il donne également des conférences en relation avec l'aménagement du territoire national. Il est également professeur formateur dans le domaine de l'Initiative nationale pour le développement humain (INDH) au Centre de formation administrative de Fès.

- Membre de l'association "Sebou" pour un environnement sain depuis 2004, il est également membre fondateur du pôle national de compétences sur le patrimoine culturel de l'université Sidi Mohamed Ben Abdellah en 2005.

- Il est également auteur de trois ouvrages sur l'aménagement du territoire national et sur la charte et l'action communale, en plus de plusieurs études dans les domaines de la gestion urbaine, de la régionalisation, de l'économie sociale et solidaire ainsi que du développement humain.

- Il a participé à plusieurs conférences et colloques, avec des interventions autour de l'aménagement du territoire, de l'urbanisme et de l'environnement.

- Il est membre du Comité central du Parti de l'Istiqlal (PI) depuis 1989 et du bureau central de la Ligue des enseignants universitaires istiqlaliens.

- Le 15 octobre 2007, il est nommé Secrétaire d'État auprès du ministre de l'Habitat, de l'urbanisme et de l'aménagement de l'espace, chargé du développement territorial, sous le gouvernement Abbas El Fassi,et membre du comité stratégique et du comité de pilotage de l'Initiative Nationale pour le Développement Humain (INDH) [1],important projet de lutte contre la pauvreté, l'exclusion sociale et la précarité lancé par Mohammed VI le 18 mai 2005.